# Bonner THV
Der Bonner Tennis- und Hockey-Verein (BTHV) ist ein rund 1700 Mitglieder starker Club für die Sportarten Tennis und Hockey in Bonn.

## Geschichte
Der Sportverein entstand 1919 aus der Fusion des 1903 gegründeten Bonner Hockey Clubs (BHC) und des Lawn-Tennis-Verein Bonn. Der BHC gehörte zu den ältesten Hockeyvereinen Deutschlands und war maßgeblich an der Gründung des Deutschen Hockey Bundes am 31. Dezember 1909 in Bonn beteiligt.

## Aktuell
Insgesamt 1600 Mitglieder, darunter 500 Kinder und Jugendliche, sind in 25 Hockey- und 27 Tennis-Mannschaften unterschiedlicher Spielklassen aktiv. Die Anlage mit 15 Tennisplätzen, einer Vier-Feld-Tennishalle, einem Hockey-Kunst- und einem Naturrasenplatz sowie einer Hockeyhalle liegt zwischen dem Bonner Zentrum und Bad Godesberg an der Christian-Miesen-Straße. Der Verein hat seinen Sitz im Ortsteil Dottendorf.

## Hockey
Der BHC gewann 1911 und 1913 den Silberschild, den ältesten deutschen Hockeywettbewerb. In der Saison 1998/1999 war das Team für ein Jahr in der Halle Bundesligist. Das 1. Damenteam spielt aktuell (2020/21) in der Halle in der 1. Bundesliga und auf dem Feld in der 2. Bundesliga Nord. Das 1. Herrenteam spielt in der Halle und auf dem Feld 2. Bundesliga.

## Tennis
Das Herrenteam spielt in der Hallenrunde in der Oberliga und wurde in der Saison 2021/2022 Oberligameister. In der Außensaison spielt die Mannschaft 1. Verbandsliga. Die BTHV-Damen in der Halle und auf dem Feld in der 1. Verbandsliga.